# Ostrów (powiat Łaski)
Ostrów is een plaats in het Poolse district  Łaski, woiwodschap Łódź. De plaats maakt deel uit van de gemeente Łask en telt 300 inwoners.